# Alpes Marítimos (cordilheira)
Os  Alpes Marítimos  são um cordilheira que fazem parte dos Alpes Ocidentais, e  formam a extremidade sul dos Alpes, fazendo parte de dois países: a França e a Itália. O maciço deu o seu nome a um departamento francês, os Alpes Marítimos, que pertence a região de Provença-Alpes-Costa Azul.

## Divisão tradicional
Estes montanhas fazem de  fronteira com a província italiana de Cuneo, e estendem-se pelos Alpes-de-Haute-Provence, na frança, e  Piemonte e a  Ligúria na  Itália. O seu ponto mais alto é o monte Argentera (3297 m), na província de Cuneo, Piemonte, Itália.
Os Alpes Marítimos faziam parte da divisão tradicional da partição dos Alpes adoptada em 1926 pelo IX Congresso Geográfico Italiano na Itália, com o fim de normalizar a sua divisão  em Alpes Ocidentais aos quais pertenciam, os Alpes Centrais e dos Alpes Orientais.

## Montanhas mais altas
As montanhas principais dos Alpes Marítimos são:
| Nome                  | Altitude |
| --------------------- | -------- |
| Monte Argentera       | 3297 m   |
| Monte Stella          | 3262 m   |
| Cime du Gélas         | 3135 m   |
| Cima di Masta         | 3108 m   |
| Monte Matto           | 3097 m   |
| Monte Pelat           | 3053 m   |
| Monte Clapier         | 3046 m   |
| Monte Ténibre         | 3032 m   |
| Cime de l'Enchastraye | 2955 m   |
| Monte Bégo            | 2872 m   |
| Monte Mounier         | 2818 m   |
| Roche de l'Abisse     | 2755 m   |

## SOIUSA
A Subdivisão Orográfica Internacional Unificada do Sistema Alpino (SOIUSA) criada em 2005, dividiu os Alpes em duas grandes partes:Alpes Ocidentais e Alpes Orientais, separados pela linha formada pelo  rio Reno - passo de Spluga - lago de Como - lago de Lecco.
As Cordilheira dos Alpes Marítimos, e os Pré-Alpes de Nice formam os Alpes Marítimos e Pré-Alpes de Nice.

### Classificação  SOIUSA
Segundo a SOIUSA este acidente orográfico chama-se  Cordilheira dos Alpes Marítimos e é uma Sub-secção alpina  com a seguinte classificação:
- Parte = Alpes Ocidentais
- Grande sector alpino = Alpes Ocidentais-Sul
- Secção alpina = Alpes Marítimos e Pré-Alpes de Nice
- Sub-secção alpina = Cordilheira dos Alpes Marítimos
- Código = I/A-2.I